# Mugil rammelsbergii
Mugil rammelsbergii is een straalvinnige vissensoort uit de familie van harders (Mugilidae). De wetenschappelijke naam van de soort is voor het eerst geldig gepubliceerd in 1846 door Tschudi.